# 艾氏隼
是隼形目隼科隼屬的一種中小型的隼。以捕捉大型飛行昆蟲及小型鳥類為食。目前该物种的保护状况被评为无危。
其屬名來自晚期拉丁語falx、falcis、意為鐮刀，指的是鳥的爪子。而種小名則是來自埃拉諾·德·巴塞拉的名字，她是薩丁尼亞阿波利亚王国內最有權勢的法官之一，並曾頒布了一項保護蒼鷹和獵鷹巢穴的法律。:144
埃歐諾拉氏隼為遷徙性的猛禽，主要會在十月和十一月時離開其在地中海跟加那利群島的繁殖地，然後前往馬達加斯加和位於東非的馬斯克林群島越冬。其全身顏色多變，自淺色型的白色、奶油色至紅棕色而帶有黑色斑紋為，到深色型的全身黑色都有可能出現。雌性的體型稍大，而幼鳥也有這種二型性質但顏色通常較淡。
其體重平均約390.0公克，鳥喙寬平均約10.6公釐、深平均約12.9公釐、嘴峰長平均約22.1公釐；翼長約311.9公釐；跗蹠約33.1公釐；尾長約160.5公釐。

## 外部連結
- 维基共享资源上的相關多媒體資源：艾氏隼
- 維基物種上的相關：艾氏隼